# 1968 у легкій атлетиці
Найбільшим легкоатлетичним змаганням 1968 року стали старти легкоатлетів на Олімпійських іграх у Мехіко.

## Найбільші змагання

### Глобальні
- Легка атлетика на літніх Олімпійських іграх 1968

### Національні
- Чемпіонат СРСР з легкої атлетики 1968
- Чемпіонат УРСР з легкої атлетики 1968

## Нагороди
- Указом Президії Верховної Ради СРСР від 24 липня 1968 харків'янина Геннадія Близнецова було нагороджено орденом «Знак пошани». Своєрідною відповіддю на високу нагороду було завоювання Близнецовим п'ятої золотої нагороди на чемпіонаті країни у стрибку з жердиною, та встановлення восени 1968 ще двох нових рекордів СРСР — 5,24 і 5,30.
- За перемогу в Мехіко Володимир Голубничий був нагороджений медаллю Центральної ради Союзу спортивних товариств і організацій СРСР «За видатні спортивні досягнення», його ім'я було занесено до Книги Пошани ЦК ВЛКСМ. Як авторові найвидатнішого серед українських спортсменів досягнення за 1968 ЦК ЛКСМ України вручив Голубничому спеціальний пам'ятний приз, встановлений на честь 50-річчя ВЛКСМ[1].

## Світові рекорди

### Чоловіки
| Дисципліна                | Результат | Атлет                   | Дата        | Місто       | Примітки |
| ------------------------- | --------- | ----------------------- | ----------- | ----------- | -------- |
| 100 метрів                | 10,0      | Пол Неш (ZAF)           | 2 квітня    | Крюгерсдорп |          |
| 100 метрів                | 10,0      | Олівер Форд (USA)       | 31 травня   | Альбукерке  |          |
| 100 метрів                | 10,0      | Чарльз Грін (USA)       | 20 червня   | Сакраменто  |          |
| 100 метрів                | 10,0      | Роже Бамбюк (FRA)       | 20 червня   | Сакраменто  |          |
| 100 метрів                | 9,9       | Джим Гайнс (USA)        | 20 червня   | Сакраменто  |          |
| 100 метрів                | 9,9       | Ронні Рей Сміт (USA)    | 20 червня   | Сакраменто  |          |
| 100 метрів                | 9,9       | Чарльз Грін (USA)       | 20 червня   | Сакраменто  |          |
| 100 метрів                | 9,9       | Джим Гайнс (USA)        | 14 жовтня   | Мехіко      |          |
| 200 метрів                | 19,8      | Томмі Сміт (USA)        | 16 жовтня   | Мехіко      |          |
| 400 метрів                | 44,1      | Ларрі Джеймс (USA)      | 14 вересня  | Ехо-Самміт  |          |
| 400 метрів                | 43,8      | Лі Еванс (USA)          | 18 жовтня   | Мехіко      |          |
| 800 метрів                | 1.44,3    | Ральф Даубелл (AUS)     | 15 жовтня   | Мехіко      |          |
| 2 милі                    | 8.19,6    | Рон Кларк (AUS)         | 24 серпня   | Лондон      |          |
| 10 миль                   | 47.02,2   | Рональд Гілл (GBR)      | 6 квітня    | Лестер      |          |
| 10 миль                   | 46.44,0   | Рональд Гілл (GBR)      | 9 листопада | Лестер      |          |
| 3000 метрів з перешкодами | 8.24,2    | Йоуко Куха (FIN)        | 17 липня    | Стокгольм   |          |
| 400 метрів з бар'єрами    | 48,8      | Джофф Вандерсток (USA)  | 11 вересня  | Ехо-Самміт  |          |
| 400 метрів з бар'єрами    | 48,1      | Дейв Гемері (GBR)       | 15 жовтня   | Мехіко      |          |
| 4×100 метрів              | 38,6      | Ямайка (JAM)            | 19 жовтня   | Мехіко      |          |
| 4×100 метрів              | 38,3      | Ямайка (JAM)            | 19 жовтня   | Мехіко      |          |
| 4×100 метрів              | 38,2      | США (USA)               | 20 жовтня   | Мехіко      |          |
| 4×400 метрів              | 2.56,1    | США (USA)               | 20 жовтня   | Мехіко      |          |
| 4×880 ярдів               | 7.14,6    | ФРН (FRG)               | 13 червня   | Фульда      |          |
| Стрибки з жердиною        | 5,41      | Боб Сігрен (USA)        | 12 вересня  | Ехо-Самміт  |          |
| Стрибки у довжину         | 8,90      | Боб Бімон (USA)         | 18 жовтня   | Мехіко      |          |
| Потрійний стрибок         | 17,10     | Джузеппе Джентіле (ITA) | 16 жовтня   | Мехіко      |          |
| Потрійний стрибок         | 17,22     | Джузеппе Джентіле (ITA) | 17 жовтня   | Мехіко      |          |
| Потрійний стрибок         | 17,23     | Віктор Санєєв (URS)     | 17 жовтня   | Мехіко      |          |
| Потрійний стрибок         | 17,27     | Нельсон Пруденсіо (BRA) | 17 жовтня   | Мехіко      |          |
| Потрійний стрибок         | 17,39     | Віктор Санєєв (URS)     | 17 жовтня   | Мехіко      |          |
| Метання диска             | 66,54     | Джей Сільвестр (USA)    | 25 травня   | Модесто     |          |
| Метання диска             | 68,40     | Джей Сільвестр (USA)    | 18 вересня  | Ріно        |          |
| Метання молота            | 73,76     | Дьюла Живоцький (HUN)   | 14 вересня  | Будапешт    |          |
| Метання списа             | 91,98     | Яніс Лусіс (URS)        | 23 червня   | Сааріярві   |          |

### Жінки
| Дисципліна            | Результат | Атлет                     | Дата       | Місто              | Примітки |
| --------------------- | --------- | ------------------------- | ---------- | ------------------ | -------- |
| 100 ярдів             | 10,3      | Вайомія Таєс (USA)        | 8 червня   | Дейтон             |          |
| 100 метрів            | 11,1      | Людмила Самотьосова (URS) | 15 серпня  | Ленінакан          |          |
| 100 метрів            | 11,1      | Ірена Кіршенштейн (POL)   | 14 жовтня  | Мехіко             |          |
| 100 метрів            | 11,0      | Вайомія Таєс (USA)        | 15 жовтня  | Мехіко             |          |
| 200 метрів            | 22,5      | Ірена Кіршенштейн (POL)   | 18 жовтня  | Мехіко             |          |
| 800 метрів            | 2.00,5    | Вера Ніколіч (YUG)        | 20 липня   | Лондон             |          |
| 80 метрів з бар'єрами | 10,3      | Віра Корсакова (URS)      | 16 червня  | Рига               |          |
| 80 метрів з бар'єрами | 10,2      | Віра Корсакова (URS)      | 16 червня  | Рига               |          |
| 4×100 метрів          | 43,9      | СРСР (URS)                | 16 серпня  | Ленінакан          |          |
| 4×100 метрів          | 43,6      | СРСР (URS)                | 27 вересня | Мехіко             |          |
| 4×100 метрів          | 43,4      | США (USA)                 | 19 жовтня  | Мехіко             |          |
| 4×100 метрів          | 43,4      | Нідерланди (NED)          | 19 жовтня  | Мехіко             |          |
| 4×100 метрів          | 42,8      | США (USA)                 | 20 жовтня  | Мехіко             |          |
| 4×100 ярдів           | 45,0      | Велика Британія (GBR)     | 14 вересня | Портсмут           |          |
| 4×200 метрів          | 1.33,8    | Велика Британія (GBR)     | 24 серпня  | Лондон             |          |
| 3×800 метрів          | 6.15,6    | Нідерланди (NED)          | 20 серпня  | Сіттард            |          |
| Стрибки у довжину     | 6,82      | Віоріка Віскополяну (ROU) | 14 жовтня  | Мехіко             |          |
| Штовхання ядра        | 18,67     | Надія Чижова (URS)        | 28 квітня  | Сочі               |          |
| Штовхання ядра        | 18,87     | Маргітта Гуммель (GDR)    | 22 вересня | Франкфурт-на-Одері |          |
| Штовхання ядра        | 19,07     | Маргітта Гуммель (GDR)    | 20 жовтня  | Мехіко             |          |
| Штовхання ядра        | 19,61     | Маргітта Гуммель (GDR)    | 20 жовтня  | Мехіко             |          |
| Метання диска         | 61,64     | Крістіне Шпільберг (GDR)  | 26 травня  | Регіс-Брайтінген   |          |
| Метання диска         | 62,54     | Лізель Вестерманн (FRG)   | 24 липня   | Вердоль            |          |

## 1968 у легкій атлетиці України

### Лідери сезону
За підсумками сезону українські легкоатлети були найкращими в СРСР у семи дисциплінах. У двох дисциплінах першими були киянин Віктор Кудинський (біг на 5000 метрів та 3000 метрів з перешкодами) та луганчанин В'ячеслав Скоморохов (біг на 200 та 400 метрів з бар'єрами). Першими серед рядянських атлетів у своїх дисциплінах були кияни Євген Аржанов (бігу на 800 метрів) та Олександр Синицин (біг на 110 метрів з бар'єрами), а також харків'янин Геннадій Близнецов (стрибки з жердиною). Українські легкоатлетки на найвищі сходинки у загальнорадянському рейтингу не піднімались.
У дужках після результатів лідерів сезону зазначене їх місце в списках найкращих легкоатлетів СРСР у сезоні в межах відповідної дисципліни
| Результат                                                                         | Атлет                                                                      | Дата       | Місто           |
| --------------------------------------------------------------------------------- | -------------------------------------------------------------------------- | ---------- | --------------- |
| 100 метрів                                                                        |                                                                            |            |                 |
| 10,2 (4)                                                                          | Олексій Хлопотнов                                                          | 15.06.1968 | Рига            |
| 10,2 (4)                                                                          | Валерій Борзов                                                             | 26.09.1968 | Одеса           |
| 10,3                                                                              | Федір Панкратов                                                            | 08.06.1968 | Москва          |
| 10,3                                                                              | Віктор Зоркін                                                              | 28.08.1968 | Харків          |
| 10,3                                                                              | Микола Трусов                                                              | 23.10.1968 | Ужгород         |
| 10,4                                                                              | Микола Кужукін                                                             | ??.07.1968 | Дніпропетровськ |
| 10,4                                                                              | Геннадій Домрачев                                                          | 24.08.1968 | Донецьк         |
| 10,4                                                                              | Валерій Рябенко                                                            | 28.08.1968 | Харків          |
| 10,4                                                                              | Юрій Камаєв                                                                | 20.09.1968 | Одеса           |
| 10,4                                                                              | Євген Доленко                                                              | 21.09.1968 | Донецьк         |
| 200 метрів                                                                        |                                                                            |            |                 |
| 21,0 (6)                                                                          | Валерій Борзов                                                             | 16.05.1968 | Дніпропетровськ |
| 21,0 (6)                                                                          | Микола Кужукін                                                             | 25.08.1968 | Ленінград       |
| 21,2                                                                              | Семен Демидов                                                              | 17.08.1968 | Ленінакан       |
| 21,3                                                                              | Володимир Погасій                                                          | 06.05.1968 | Львів           |
| 21,3                                                                              | Олексій Хлопотнов                                                          | 25.06.1968 | Москва          |
| 21,4                                                                              | Федір Панкратов                                                            | 08.08.1968 | Дніпропетровськ |
| 21,4                                                                              | Віктор Зоркін                                                              | 21.09.1968 | Одеса           |
| 21,4                                                                              | Микола Трусов                                                              | 24.10.1968 | Ужгород         |
| 400 метрів                                                                        |                                                                            |            |                 |
| 47,2 (5)                                                                          | Григорій Свербетов                                                         | 30.05.1968 | Дніпропетровськ |
| 48,1                                                                              | Олександр Єрохін                                                           | 23.10.1968 | Ужгород         |
| 48,2                                                                              | Володимир Носенко                                                          | 24.08.1968 | Липецьк         |
| 48,2                                                                              | Володимир Сапельнін                                                        | 23.10.1968 | Ужгород         |
| 800 метрів                                                                        |                                                                            |            |                 |
| 1.47,2 (1)                                                                        | Євген Аржанов                                                              | 14.07.1968 | Ленінград       |
| 1.49,6                                                                            | Євген Волков                                                               | 28.07.1968 | Москва          |
| 1.49,8                                                                            | Микола Мальцев                                                             | 29.08.1968 | Харків          |
| 1.50,4                                                                            | Володимир Пантелей                                                         | 29.08.1968 | Харків          |
| 1000 метрів                                                                       |                                                                            |            |                 |
| 2.23,2 (10)                                                                       | Володимир Дмитренко                                                        | 04.08.1968 | Харків          |
| 2.23,5                                                                            | Микола Носик                                                               | 30.05.1968 | Харків          |
| 2.23,8                                                                            | Геннадій Кузьменков                                                        | 22.08.1968 | Ньїредьгаза     |
| 1500 метрів                                                                       |                                                                            |            |                 |
| 3.44,1 (8)                                                                        | Віктор Кудинський                                                          | 12.06.1968 | Потсдам         |
| 3.44,3                                                                            | Володимир Пантелей                                                         | 21.07.1968 | Ленінград       |
| 3.45,5                                                                            | Олександр Хармац                                                           | 23.06.1968 | Москва          |
| 3.45,9                                                                            | Євген Козлов                                                               | 31.08.1968 | Харків          |
| 3.46,8                                                                            | Ігор Щербак                                                                | 28.08.1968 | Ростов-на-Дону  |
| 3000 метрів                                                                       |                                                                            |            |                 |
| 8.10,2 (i)                                                                        | Віктор Кудинський                                                          | 10.03.1968 | Мадрид          |
| 8.13,0 (i)                                                                        | Борис Свешников                                                            | 06.02.1968 | Ленінград       |
| 5000 метрів                                                                       |                                                                            |            |                 |
| 13.34,6 (1)                                                                       | Віктор Кудинський                                                          | 03.07.1968 | Стокгольм       |
| 13.58,8                                                                           | Євген Козлов                                                               | 28.08.1968 | Харків          |
| 14.00,0                                                                           | Степан Байдюк                                                              | 30.05.1968 | Дніпропетровськ |
| 14.01,8                                                                           | Борис Свешников                                                            | 15.05.1968 | Свердловськ     |
| 14.02,4                                                                           | Борис Єфімов                                                               | 28.08.1968 | Харків          |
| 10000 метрів                                                                      |                                                                            |            |                 |
| 28.35,4 (4)                                                                       | Борис Єфімов                                                               | 21.07.1968 | Ленінград       |
| 28.53,2                                                                           | Анатолій Скрипник                                                          | 12.10.1968 | Ялта            |
| 28.59,0                                                                           | Павло Андрєєв                                                              | 21.07.1968 | Ленінград       |
| 29.00,0                                                                           | Борис Свешников                                                            | 31.05.1968 | Дніпропетровськ |
| 29.14,6                                                                           | Степан Байдюк                                                              | 12.06.1968 | Потсдам         |
| 29.28,0                                                                           | Віталій Сірман                                                             | 21.07.1968 | Ленінград       |
| 20000 метрів                                                                      |                                                                            |            |                 |
| 1:01.46,2 (3)                                                                     | Борис Свешников                                                            | 12.06.1968 | Потсдам         |
| 30000 метрів                                                                      |                                                                            |            |                 |
| 1:35.14,6 (6)                                                                     | Анатолій Скрипник                                                          | 12.06.1968 | Москва          |
| 1:35.40,0                                                                         | Юрій Волков                                                                | 12.06.1968 | Москва          |
| Марафон                                                                           |                                                                            |            |                 |
| До 25-ти найкращих в СРСР (час — до 2:22.00,0) українські спортсмени не потрапили |                                                                            |            |                 |
| 110 метрів з бар'єрами                                                            |                                                                            |            |                 |
| 13,7 (1)                                                                          | Олександр Синицин                                                          | 29.06.1968 | Варшава         |
| 13,9                                                                              | Олександр Демус                                                            | 15.08.1968 | Ленінакан       |
| 14,1                                                                              | В'ячеслав Скоморохов                                                       | 15.06.1968 | Луганськ        |
| 14,1                                                                              | Віталій Силаєв                                                             | 15.08.1968 | Ленінакан       |
| 14,2                                                                              | Євген Мазепа                                                               | 26.07.1968 | Доле            |
| 14,2                                                                              | Віктор Носенко                                                             | 29.08.1968 | Харків          |
| 14,4                                                                              | Анатолій Бондаренко                                                        | 04.05.1968 | Київ            |
| 14,4                                                                              | Олег Зайченко                                                              | 29.08.1968 | Харків          |
| 14,4                                                                              | Анатолій Варзеков                                                          | 22.09.1968 | Донецьк         |
| 14,4                                                                              | Володимир Гамалій                                                          | 26.09.1968 | Одеса           |
| 14,4                                                                              | Валерій Пегачев                                                            | 26.07.1968 | Одеса           |
| 14,5                                                                              | Микола Авілов                                                              | 29.04.1968 | Одеса           |
| 14,5                                                                              | Василь Москаленко                                                          | 29.08.1968 | Харків          |
| 14,5                                                                              | Віктор Хорольський                                                         | 29.08.1968 | Харків          |
| 14,5                                                                              | Леонід Литвиненко                                                          | 26.09.1968 | Одеса           |
| 200 метрів з бар'єрами                                                            |                                                                            |            |                 |
| 23,0 (1)                                                                          | В'ячеслав Скоморохов                                                       | 30.08.1968 | Харків          |
| 23,1                                                                              | Василь Анисимов                                                            | 31.05.1968 | Дніпропетровськ |
| 23,2                                                                              | Михайло Семенцов                                                           | 12.10.1968 | Ялта            |
| 23,3                                                                              | Олександр Синицин                                                          | 31.05.1968 | Дніпропетровськ |
| 23,4                                                                              | Василь Москаленко                                                          | 30.08.1968 | Харків          |
| 23,5                                                                              | Юрій Синеков                                                               | 30.08.1968 | Харків          |
| 23,6                                                                              | Володимир Булатов                                                          | 12.10.1968 | Ялта            |
| 23,7                                                                              | Валерій Пегачев                                                            | 30.08.1968 | Харків          |
| 23,8                                                                              | Леонід Дюжаєв                                                              | 26.06.1968 | Київ            |
| 400 метрів з бар'єрами                                                            |                                                                            |            |                 |
| 49,1 (1)                                                                          | В'ячеслав Скоморохов                                                       | 15.10.1968 | Мехіко          |
| 50,7                                                                              | Василь Анисимов                                                            | 28.08.1968 | Харків          |
| 50,8                                                                              | Юрій Синеков                                                               | 17.08.1968 | Ленінакан       |
| 51,4                                                                              | Михайло Семенцов                                                           | 14.10.1968 | Ялта            |
| 51,9                                                                              | Володимир Булатов                                                          | 28.08.1968 | Харків          |
| 52,5                                                                              | Віктор Коровкін                                                            | 25.10.1968 | Ужгород         |
| 52,6                                                                              | Валерій Шкоткін                                                            | 17.07.1968 | Київ            |
| 52,7                                                                              | Михайло Морозов                                                            | 28.08.1968 | Харків          |
| 52,9                                                                              | Володимир Носенко                                                          | 26.09.1968 | Ялта            |
| 52,9                                                                              | Аркадій Ліпщеєв                                                            | 14.10.1968 | Ялта            |
| 1500 метрів з перешкодами                                                         |                                                                            |            |                 |
| 4.11,4 (7)                                                                        | Микола Колесніченко                                                        | 21.09.1968 | Одеса           |
| 4.12,8                                                                            | Георгій Короткий                                                           | 29.07.1968 | Москва          |
| 4.16,9                                                                            | Анатолій Горбатюк                                                          | 17.07.1968 | Київ            |
| 3000 метрів з перешкодами                                                         |                                                                            |            |                 |
| 8.26,0 (1)                                                                        | Віктор Кудинський                                                          | 21.07.1968 | Ленінград       |
| 8.42,2                                                                            | Іван Кабанов                                                               | 30.08.1968 | Харків          |
| 8.48,0                                                                            | Анатолій Шерета                                                            | 30.08.1968 | Харків          |
| 8.48,4                                                                            | Микола Арсеєнко                                                            | 30.08.1968 | Харків          |
| 8.48,8                                                                            | Іван Беляєв                                                                | 30.05.1968 | Дніпропетровськ |
| 4×100 метрів                                                                      |                                                                            |            |                 |
| 40,8 (16)                                                                         | УРСР · В. Кужукін · Є. Скорин · Я. Березницький · Віктор Зоркін            | 31.05.1968 | Дніпропетровськ |
| 40,8 (16)                                                                         | Харківська область В. Гармаш Антон Халаджи Віктор Зоркін Олексій Хлопотнов | 30.08.1968 | Харків          |
| Ходьба 10 кілометрів *                                                            |                                                                            |            |                 |
| 42.27,0 (2)                                                                       | Борис Яковлев                                                              | 12.06.1968 | Потсдам         |
| 44.03,6                                                                           | Едуард Іванов                                                              | 26.05.1968 | Харків          |
| 44.07,0                                                                           | Віктор Царьов                                                              | 16.05.1968 | Дніпропетровськ |
| 44.54,6                                                                           | Віктор Помнящий                                                            | 16.05.1968 | Київ            |
| Ходьба 20 кілометрів                                                              |                                                                            |            |                 |
| 1:25.26,0 (2)                                                                     | Володимир Голубничий                                                       | 21.07.1968 | Ленінград       |
| 1:26.45,0                                                                         | Борис Яковлев                                                              | 21.07.1968 | Ленінград       |
| 1:27.12,0                                                                         | Анатолій Пеньок                                                            | 21.07.1968 | Ленінград       |
| Ходьба 30 кілометрів *                                                            |                                                                            |            |                 |
| 2:27.47,6 (18)                                                                    | Анатолій Пеньок                                                            | 30.05.1968 | Дніпропетровськ |
| 2:29.00,0                                                                         | Іван Ликов                                                                 | 27.09.1968 | Краснодар       |
| Ходьба 50 кілометрів                                                              |                                                                            |            |                 |
| 4:19.03,0 (7)                                                                     | Юрій Андрющенко                                                            | 22.10.1968 | Ужгород         |
| 4:29.31,0                                                                         | Генріх Калугін                                                             | 22.10.1968 | Ужгород         |
| Стрибки у висоту                                                                  |                                                                            |            |                 |
| 2,12 (5)                                                                          | Андрій Хмарський                                                           | 13.06.1968 | Потсдам         |
| 2,11                                                                              | Микола Авілов                                                              | 29.08.1968 | Харків          |
| 2,11                                                                              | Анатолій Мороз                                                             | 30.08.1968 | Харків          |
| 2,06                                                                              | Борис Каленников                                                           | 03.07.1968 | Київ            |
| 2,06                                                                              | Олександр Чадаєв                                                           | 15.07.1968 | Москва          |
| 2,06                                                                              | Віктор Слабчук                                                             | 31.07.1968 | Харків          |
| 2,06                                                                              | Олександр Красильников                                                     | 22.08.1968 | Волгоград       |
| 2,06                                                                              | Рустам Ахметов                                                             | 12.10.1968 | Ялта            |
| Стрибки з жердиною                                                                |                                                                            |            |                 |
| 5,30 (1)                                                                          | Геннадій Близнецов                                                         | 16.10.1968 | Мехіко          |
| 5,00                                                                              | Юрій Волков                                                                | 21.09.1968 | Донецьк         |
| 4,90                                                                              | Валерій Шульга                                                             | 03.05.1968 | Київ            |
| 4,70                                                                              | Микола Рульов                                                              | 14.09.1968 | Київ            |
| Стрибки у довжину                                                                 |                                                                            |            |                 |
| 8,04 (3)                                                                          | Леонід Борковський                                                         | 20.07.1968 | Ленінград       |
| 8,03                                                                              | Олексій Хлопотнов                                                          | 30.08.1968 | Харків          |
| 7,69                                                                              | Олександр Хамаза                                                           | 30.08.1968 | Київ            |
| 7,64                                                                              | Микола Авілов                                                              | 19.10.1968 | Мехіко          |
| 7,63                                                                              | Антон Халаджи                                                              | 30.08.1968 | Харків          |
| 7,57                                                                              | Віктор Тимофеєв                                                            | 09.06.1968 | Харків          |
| 7,56                                                                              | Юрій Махов                                                                 | 09.06.1968 | Одеса           |
| 7,56                                                                              | Володимир Сердюков                                                         | 19.10.1968 | Ужгород         |
| Потрійний стрибок                                                                 |                                                                            |            |                 |
| 16,20 (8)                                                                         | Геннадій Вовк                                                              | 09.06.1968 | Київ            |
| 16,20 (8)                                                                         | Анатолій Бойко                                                             | 17.08.1968 | Ленінакан       |
| 16,16                                                                             | Геннадій Савлевич                                                          | 30.05.1968 | Дніпропетровськ |
| 15,77                                                                             | Олексій Калінін                                                            | 20.10.1968 | Донецьк         |
| 15,77                                                                             | Анатолій Овчаров                                                           | 26.10.1968 | Сімферополь     |
| Штовхання ядра                                                                    |                                                                            |            |                 |
| 17,16 (14)                                                                        | В'ячеслав Бахтін                                                           | 21.04.1968 | Одеса           |
| 17,14                                                                             | Яків Соя                                                                   | 11.10.1968 | Жданов          |
| 17,02                                                                             | Абрам Болтянський                                                          | 21.04.1968 | Одеса           |
| 17,01                                                                             | Станіслав Триліс                                                           | 04.06.1968 | Київ            |
| 17,01                                                                             | Віталій Белянський                                                         | 21.09.1968 | Донецьк         |
| 16,90                                                                             | Володимир Березуцький                                                      | 21.09.1968 | Дніпропетровськ |
| Метання диска                                                                     |                                                                            |            |                 |
| 58,02 (8)                                                                         | Валентин Ковтун                                                            | 26.09.1968 | Ялта            |
| 56,86                                                                             | В'ячеслав Бахтін                                                           | 27.06.1968 | Київ            |
| 56,74                                                                             | Віктор Журба                                                               | 12.10.1968 | Ялта            |
| 54,25                                                                             | Броніслав Боденко                                                          | 25.09.1968 | Харків          |
| Метання молота                                                                    |                                                                            |            |                 |
| 70,72 (2)                                                                         | Анатолій Бондарчук                                                         | 30.06.1968 | Москва          |
| 67,14                                                                             | Анатолій Максимов                                                          | 09.11.1968 | Київ            |
| 65,18                                                                             | Володимир Платонов                                                         | 08.09.1968 | Київ            |
| 64,36                                                                             | Валерій Валентюк                                                           | 26.09.1968 | Краснодар       |
| 64,32                                                                             | Іван Мойся                                                                 | 24.08.1968 | Волгоград       |
| Метання списа                                                                     |                                                                            |            |                 |
| 76,86 (14)                                                                        | Степан Бойко                                                               | 28.06.1968 | Львів           |
| 75,86                                                                             | Сергій Шурхал                                                              | 15.07.1968 | Одеса           |
| 74,20                                                                             | Георгій Платонов                                                           | 16.05.1968 | Київ            |
| Десятиборство                                                                     |                                                                            |            |                 |
| 7909 (3)                                                                          | Микола Авілов                                                              | 19.10.1968 | Мехіко          |
| 7434                                                                              | Леонід Литвиненко                                                          | 24.08.1968 | Липецьк         |
| 7383                                                                              | Олександр Чадаєв                                                           | 25.09.1968 | Краснодар       |
| 7271                                                                              | Володимир Гамалій                                                          | 23.05.1968 | Тарту           |

| Результат                                                                     | Атлетка                                                            | Дата       | Місто           |
| ----------------------------------------------------------------------------- | ------------------------------------------------------------------ | ---------- | --------------- |
| 100 метрів                                                                    |                                                                    |            |                 |
| 11,3 (3)                                                                      | Лілія Ткаченко                                                     | 15.08.1968 | Ленінакан       |
| 11,7                                                                          | Галина Зарубіна                                                    | 26.09.1968 | Одеса           |
| 11,7                                                                          | Надія Угрик                                                        | 26.10.1968 | Одеса           |
| 200 метрів                                                                    |                                                                    |            |                 |
| 23,8 (6)                                                                      | Лілія Ткаченко                                                     | 28.09.1968 | Мехіко          |
| 400 метрів                                                                    |                                                                    |            |                 |
| До 25-ти найкращих в СРСР (час — до 56,2) українські спортсменки не потрапили |                                                                    |            |                 |
| 800 метрів                                                                    |                                                                    |            |                 |
| 2.09,4 (25)                                                                   | Ніна Олександрова                                                  | 23.06.1968 | Москва          |
| 1500 метрів                                                                   |                                                                    |            |                 |
| 4.24,8 (4)                                                                    | Ганна Кавецька                                                     | 14.09.1968 | Одеса           |
| 80 метрів з бар'єрами                                                         |                                                                    |            |                 |
| 10,4 (2)                                                                      | Галина Зарубіна                                                    | 28.08.1968 | Харків          |
| 10,9                                                                          | Олександра Гаєва                                                   | 15.06.1968 | Одеса           |
| 11,0                                                                          | Людмила Чикчина                                                    | 26.09.1968 | Одеса           |
| 100 метрів з бар'єрами                                                        |                                                                    |            |                 |
| 13,9 (2)                                                                      | Лія Хитріна                                                        | 02.09.1968 | Київ            |
| 14,1                                                                          | Тамара Стратіус                                                    | 10.10.1968 | Сімферополь     |
| 14,1                                                                          | Марія Сухорукова                                                   | 13.10.1968 | Ялта            |
| 14,2                                                                          | Зінаїда Зайчикова                                                  | 10.10.1968 | Сімферополь     |
| 14,3                                                                          | Лариса Браганцова                                                  | 10.10.1968 | Сімферополь     |
| 14,3                                                                          | Світлана Нестеренко                                                | 13.10.1968 | Ялта            |
| 14,4                                                                          | Валентина Лемешко                                                  | 10.10.1968 | Сімферополь     |
| 14,5                                                                          | Неллі Марченко                                                     | 25.06.1968 | Київ            |
| 200 метрів з бар'єрами                                                        |                                                                    |            |                 |
| 27,9 (4)                                                                      | Марія Сухорукова                                                   | 27.09.1968 | Краснодар       |
| 28,1                                                                          | Лариса Зленко                                                      | 14.10.1968 | Ялта            |
| 28,2                                                                          | Валерія Марченко                                                   | 30.08.1968 | Харків          |
| 28,2                                                                          | Марина Крапивна                                                    | 11.10.1968 | Сімферополь     |
| 28,2                                                                          | Тамара Стратіус                                                    | 11.10.1968 | Сімферополь     |
| 28,5                                                                          | Валентина Лемешко                                                  | 11.10.1968 | Сімферополь     |
| 4×100 метрів                                                                  |                                                                    |            |                 |
| 47,1 (20)                                                                     | Харків П. Богороденко С. Іванова З. Щербакова Лілія Ткаченко       | 30.08.1968 | Харків          |
| 47,2                                                                          | Дніпропетровськ Т. Новикова Н. Супицька О. Іванова З. Іногородська | 30.08.1968 | Харків          |
| 4×200 метрів                                                                  |                                                                    |            |                 |
| 1.41,7 (9)                                                                    | Київ Т. Вечерковська В. Лапаренко М. Сухорукова Людмила Поппе      | 31.10.1968 | Кисловодськ     |
| 1.43,4                                                                        | «Динамо» Є. Ярошенко С. Сухенко Л. Качайло В. Назаренко            | 27.09.1968 | Краснодар       |
| Стрибки у висоту                                                              |                                                                    |            |                 |
| 1,82 (2)                                                                      | Валентина Козир                                                    | 04.10.1968 | Мехіко          |
| 1,72                                                                          | Віра Бут                                                           | 30.09.1968 | Ялта            |
| 1,71                                                                          | Любов Кулик                                                        | 06.09.1968 | Черкаси         |
| 1,70                                                                          | Людмила Комлева                                                    | 17.06.1968 | Харків          |
| 1,69                                                                          | Лариса Браганцова                                                  | 30.09.1968 | Ялта            |
| 1,69                                                                          | Ольга Шурепова                                                     | 13.09.1968 | Київ            |
| 1,68                                                                          | Наталія Шевченко                                                   |            |                 |
| Стрибки у довжину                                                             |                                                                    |            |                 |
| 6,13 (19)                                                                     | Любов Старостенко                                                  | 17.08.1968 | Ленінакан       |
| 6,12                                                                          | Марія Крапивна                                                     | 13.09.1968 | Дніпропетровськ |
| 6,11                                                                          | Олександра Гаєва                                                   | 26.09.1968 | Краснодар       |
| Штовхання ядра                                                                |                                                                    |            |                 |
| 15,35 (11)                                                                    | Людмила Мошарова                                                   | 15.06.1968 | Луганськ        |
| Метання диска                                                                 |                                                                    |            |                 |
| 52,96 (9)                                                                     | Альбіна Єлькіна                                                    | 05.05.1968 | Київ            |
| 51,72                                                                         | Світлана Жиліна                                                    | 17.08.1968 | Ленінакан       |
| 50,84                                                                         | Віра Гуліокас                                                      | 17.06.1968 | Київ            |
| 50,60                                                                         | Ніна Нестеренко                                                    | 29.08.1968 | Харків          |
| Метання списа                                                                 |                                                                    |            |                 |
| 56,46 (2)                                                                     | Валентина Еверт                                                    | 15.06.1968 | Рига            |
| 55,94                                                                         | Лідія Цимаш                                                        | 06.07.1968 | Москва          |
| 53,30                                                                         | Ніна Маракіна                                                      | 11.10.1968 | Сімферополь     |
| 53,02                                                                         | Галина Висоцька                                                    | 30.08.1968 | Харків          |
| 51,78                                                                         | Олександра Садовнича                                               | 11.10.1968 | Сімферополь     |
| П'ятиборство                                                                  |                                                                    |            |                 |
| 4749 (5)                                                                      | Віра Бут                                                           | 01.10.1968 | Ялта            |
| 4687                                                                          | Валентина Шапкіна                                                  | 01.10.1968 | Ялта            |
| 4555                                                                          | Олександра Гаєва                                                   | 15.06.1968 | Одеса           |
| 4521                                                                          | Зінаїда Босенко                                                    | 31.10.1968 | Одеса           |
| 4497                                                                          | Олена Другальова                                                   | 01.10.1968 | Ялта            |
| 4496                                                                          | Лариса Браганцова                                                  | 01.10.1968 | Ялта            |

### Основні події
1968 пройшов під знаком підготовки до XIX Олімпійських ігор у Мехіко.

#### Початок сезону
У кросі на приз газети «Правда» 9 травня в Москві команда республіки посіла 2-е місце. Киянин Борис Свешников переміг на дистанції 8000 м — 23.18,2.
На відміну від минулих років, весняна міжвідомча першість УРСР відбулася не на Південному узбережжі Криму, а в столиці. У ряді видів було досягнуто високих результатів. Валентина Еверт (Харків) метнула спис на 54,18, запорожанка Альбіна Єлькіна, учасниця ще мельбурнської Олімпіади, метнула диск на 52,96. Валентина Козир повторила свій же рекорд УРСР у стрибку в висоту — 1,75. У командному заліку авангардівцям вдалося випередити збірну «Буревісника».
15–16 травня в Дніпропетровську зустрілися команди п'яти областей та Києва. Одеситка Лія Хитріна встановила рекорд республіки в бігу на 100 метрів з бар'єрами — 14,1.
З інтересом очікувався всесоюзний матч «великої четвірки» (збірних РРФСР, УРСР, Москви та Ленінграда). 1967 року вперше в історії перемогла команда України. Матч у Дніпропетровську 30–31 травня 1968 показав, що то був не «щасливий збіг обставин», а свідчення зрослого класу українських легкоатлетів.
І цього разу вони серйозно претендували на першість. Перед останнім видом програми збірна УРСР випереджала команду РРФСР на 3 очки. Лише перемога з високим результатом досвідчених бігунів РРФСР Миколи Свиридова та В'ячеслава Аланова (10 000 метрів за 28.34,4) вивела їхній колектив на 1-е місце. У підсумку команда РРФСР набрала 796,5 очка, УРСР — 792,5, Москви — 742, Ленінграда — 665. На цих змаганнях успішно виступив киянин Валерій Борзов. Молодий бігун переміг на обох спринтерських дистанціях: 100 метрів — 10,5, 200 метрів — 21,0. До числа найсильніших метальників молота СРСР висунувся ровенчанин Анатолій Бондарчук, який переміг з результатом 68,66. Також перші місця посіли одеситка Лія Хитріна в бігу на 100 метрів з бар'єрами — 14,1 (повторення рекорду УРСР), молодий киянин Євген Аржанов у бігу на 800 метрів — 1.49,5, Валентина Еверт, Віктор Кудинський, Олександр Синицин, Василь Анисимов, Леонід Борковський.

#### Продовження сезону
Після матчу легкоатлети протягом двох з половиною місяців в основному виступали на відомчих та міжнародних змаганнях. За цей період вони досягли багатьох успіхів. Ровенчанин Анатолій Бондарчук, виступаючи в Парижі на Меморіалі Мерікамфа, пересунув прапорець республіканського рекорду в метанні молота за 70-метрову позначку — 70,60. На Меморіалі Януша Кусочинського у Варшаві киянин Олександр Синицин пробіг 110 метрів з бар'єрами за 13,7. Це був також рекорд УРСР. 2 липня в Швеції на змаганнях з бігу на 5000 метрів з участю найсильніших стаєрів світу киянин Віктор Кудинський перевищив рекорд Радянського Союзу — 13.34,6. На жаль, цей рекорд не був офіційно затверджений. Молодий київський бігун на середні дистанції Євген Аржанов відзначився в матчі НДР—ПНР—СРСР у Ленінграді. У боротьбі з сильними бігунами Дітером Фроммом (НДР) і Хенриком Шордиковським (Польща) він установив рекорд України на дистанції 800 метрів — 1.47,2. Це досягнення поступалося лише рекордові СРСР Валерія Булишева на 0,3 с.
Цілу серію перемог українські легкоатлети здобули на одинадцятому меморіалі братів Знаменських 20–21 липня в Ленінграді. Незважаючи на дощ і низьку температуру повітря, вони поліпшили 4 республіканські рекорди, 2 з яких перевищували офіційні світові рекорди. Віктор Кудинський пробіг 3000 метрів з перешкодами за 8.26,0 і перевищив рекорд бельгійця Гастона Рулантса — 8.26,6. Проте на той час кращий в світі результат вже мав фінський бігун Йоуко Куха. Сум'янин Володимир Голубничий фінішував другим через 4,6 с, після Геннадія Агапова (РРФСР). Обидва результати (1:25.21,4 та 1:25.26,0) перевищували світове досягнення у ходьбі на 20 км. Проте дистанція в Ленінграді була виміряна недбало, і рекорди затверджені не були. Одеситка Лія Хитріна поліпшила рекорд УРСР у бігу на 100 метрів з бар'єрами — 14,0. Рекорд республіки встановив і ворошиловградець Борис Єфімов, пробігши 10000 метрів за 28.35,4. Успішно виступили на меморіалі братів Знаменських й інші українські легкоатлети. Перші місця посіли Євген Аржанов у бігу на 800 метрів — 1.49,4 (в забігу — 1.48,0), Андрій Хмарський в стрибку у висоту — 2,12, Леонід Борковський у стрибку в довжину — 8,04, Геннадій Близнецов у стрибку з жердиною — 5,00. З шести фіналістів у бігу на 400 м з бар'єрами п'ятеро були спортсменами УРСР. Переміг В'ячеслав Скоморохов — 50,1, далі фінішували Василь Анисимов — 50,8, Юрій Синеков — 50,9.
23–25 серпня в Лейпцигу відбулися II Європейські ігри юніорів з легкої атлетики. У складі збірної СРСР виступало четверо українських спортсменів. Киянин Валерій Борзов завоював три золоті медалі: в бігу на 100 метрів — 10,4, на 200 метрів — 21,0 і в естафеті 4×100 метрів. Набравши 7434 очки, 1-е місце в десятиборстві посів також студент Київського інституту фізкультури Леонід Литвиненко. Віктор Журба (Ворошиловград) був нагороджений срібною медаллю в метанні диска — 51,54, а Рустам Ахметов (Бердичів) — бронзовою медаллю в стрибку у висоту — 2,04.

#### Чемпіонат СРСР
Іспит на готовність представляти радянський спорт в олімпійському Мехіко легкоатлети складали з 12 до 22 серпня на чемпіонаті країни.
Першими на трасу біля високогірного озера Севан у Вірменії вийшли скороходи й марафонці. Чемпіонові римської Олімпіади й бронзовому призерові токійської сум'янину Володимир Голубничий на той час виповнилося вже 32 роки. І ветеран завоював право на участь у третій олімпіаді. 20 кілометрів він пройшов за 1:33.30,4, здобувши свою четверту золоту медаль чемпіона СРСР на цій дистанції. У Геннадія Агапова він виграв 5,4 с, а у Миколи Смаги — 15 с. Золоту медаль того ж дня завоював марафонець з Кривого Рога Юрій Волков. 42195 метрів він пробіг за 2:26.32,0. 30-річний вихованець тренера І. М. Токаря до того був більше відомий як кросмен і стаєр. Він був багаторазовим призером республіканських змагань з бігу на 5000 і 10000 метрів. Правильно оцінивши власні можливості, Юрій вирішив перейти на марафонський біг. У цьому виді він дебютував на чемпіонаті СРСР. Спроба, як бачимо, виявилася вдалою. На жаль, напередодні олімпійського старту, вже у Мехіко, Юрію Волкову було зроблено операцію з приводу апендициту, і він не зміг узяти участь у змаганнях.
15–18 серпня чемпіонат СРСР було продовжено на стадіоні в Ленінакані. Львів'янка Лідія Цимаш-Ясинська перша в історії спорту в республіці завоювала золоту медаль чемпіонки СРСР у метанні списа — 55,64. Цікаво, що її тренер, випускник Львівського інституту фізкультури В. О. Запорожанов, свого часу спеціалізувався в стрибку з жердиною і був навіть рекордсменом країни серед юнаків у цьому виді. Чемпіоном у бігу на 400 метрів з бар'єрами став В'ячеслав Скоморохов — 50,4. Його успіх підкріпив харків'янин Юрій Синеков, завоювавши срібну медаль (50,8). Стрибнувши з жердиною на 5,12, уп'яте звання найсильнішого в країні підтвердив харків'янин Геннадій Близнецов. Малої золотої медалі в естафеті 4×100 метрів було удостоєно харків'янку Лілію Ткаченко. Стрибок у висоту 18-річної Валентини Козир на 1,80 (новий рекорд України) приніс їй срібну медаль, а також путівку до Мехіко. П'яту медаль на чемпіонаті країни у стрибку в довжину — цього разу срібну — здобув киянин Леонід Борковський — 7,91. Бронзовими медалями були нагороджені одесити Галина Зарубіна у бігу на 80 метрів з бар'єрами (10,7) та Микола Авілов у десятиборстві (7905 очок). Причому Микола Авілов, лише вдруге виступаючи на чемпіонатах країни, виконав норматив майстра спорту міжнародного класу.
Заключні старти чемпіонату в Цагкадзорі принесли успіх киянинові Віктору Кудинському. З результатом 8.49,6 у бігу на 3000 метрів з перешкодами він завоював п'яту золоту медаль чемпіона СРСР. Ворошиловградець Борис Єфімов був бронзовим призером в бігу на 10000 м — 30.06,2.

#### Чемпіонат УРСР
Після всесоюзної першості олімпійську команду країни було в основному сформовано. Тим українським легкоатлетам, чиє право на місце в збірній СРСР було ще не доведене, лишалася остання нагода для цього — чемпіонат УРСР 28 липня — 3 серпня в Харкові. Відмінно устаткований стадіон «Металіст» з бітумним покриттям доріжок і секторів став місцем народження ряду нових рекордів.

#### Олімпійські ігри
Останнім етапом у спортивному календарі 1968 і загалом чотириріччя були XIX Олімпійські ігри в Мехіко. За рівнем досягнень, кількістю рекордів і напруженням спортивної боротьби XIX Олімпіада значно переважала всі змагання минулого. І передусім це стосується легкої атлетики. Змагання 13–20 жовтня на університетському стадіоні в Мехіко значно розширили уявлення про можливості спортсменів. До збірної СРСР було включено 13 українських легкоатлетів.
Одним з героїв змагань був Володимир Голубничий. Мало хто вірив, що 32-річний сум'янин, досвід і тактика якого були ретельно вивчені суперниками, знайде в собі сили повторити римський тріумф 1960.
Зі старту вперед вишли американець Рудольф Халуза і Володимир Голубничий. Вони й лідирували до половини дистанції, але там стався випадок, який міг позбавити майбутнього переможця золотої медалі: захопившись боротьбою, Голубничий і Халуза пропустили позначку повороту і судді завернули їх назад вже після того, як скороходи пройшли зайвих 100 метрів. Їм довелося наздоганяти Миколу Смагу і мексиканця Хосе Педрасу. До того ж Голубничий одержав від суддів попередження і повинен був продовжувати ходьбу обережно. Мексиканець, про якого до Олімпіади ніхто не чув, відчайдушно намагався вийти вперед. На останніх кілометрах дистанції він вдався до порушення правил, яке було видно всім, але ніхто з суддів не наважився зняти з дистанції представника господарів Олімпіади. Перед входом на стадіон мексиканець вже просто біг, випередив Халузу, потім Смагу, але Голубничий виграв в нього кілька метрів і знову став олімпійським чемпіоном. В активі Голубничого це була третя олімпійська медаль за кар'єру. На наступних іграх в Мюнхені він виграє четверту — срібну. У перемогах чемпіона була велика заслуга його тренера — заслуженого тренера СРСР Василя Іполитовича Полякова.
З бронзовою медаллю повернулася додому з Мехіко Валентина Козир. Змагаючись з такими сильними і досвідченими суперницями, як Ріта Шмідт (НДР), Мілослава Резкова, Марія Файтова та Ярослава Валентова (всі — Чехословаччина), подругами по команді Антоніною Окороковою і Вірою Грушкіною, їй, 18-річній дівчині, важко було розраховувати на медаль. І все ж вона її здобула. Подолавши з третьої спроби 1,80, В. Козир за кількістю спроб поступилася А. Окороковій, а чемпіонці Олімпіади М. Резковій програла лише 2 см. Особливо великої зібраності вимагала від Валентини висота 1,80 — зупинившись на рубежі 1,78, вона залишилася б без медалі. Валентина Козир дуже швидко пройшла шлях від новачка до майстра світового класу. У цьому заслуга тренера Ф. А. Бродського, який вчасно помітив неабиякий спортивний хист у чернівецької школярки і зумів правильно спланувати тренувальний процес.
У 20-річного десятиборця Миколи Авілова суперники виявилися не менш відомі і сильні. Він, однак, боровся з ними на рівних, пропустивши наперед лише трьох — майбутнього рекордсмена світу Білла Тумі (США) — 8193, Ганса-Йоахіма Вальде — 8111 та рекордсмена світу Курта Бендліна (обидва — ФРН) — 8064. Результат Авілова був його особистим рекордом — 7909. Готував спортсмена заслужений тренер УРСР Володимир Кацман.
Всього себе віддав тривалій спортивній боротьбі ворошиловградець В'ячеслав Скоморохов. Щоб вийти до фіналу бігу на 400 метрів з бар'єрами, він мусив на півсекунди поліпшити особистий рекорд — 49,6. Причому, фінішувавши у півфіналі лише четвертим, Скоморохов навіть з таким результатом мав небагато шансів на успіх. І от фінал. Темп бігу просто шалений. Ще задовго до фінішу ясно, що зовсім «свіжий» рекорд світу (49,1) буде перевершено. Першим закінчує дистанцію англієць Дейв Гемері з фантастичним результатом 48,1. За ним — група бігунів. Лише 0,1 с програв В'ячеслав срібному призерові Герхарду Генніге (ФРН) і посів 5-е місце — 49,1. Це був новий рекорд Радянського Союзу і повторення офіційного світового рекорду, який існував до цього видатного забігу.
Як завжди мужньо боровся за перемогу харківський стрибун з жердиною Геннадій Близнецов. Він зробив усе, що міг — встановив свій п'ятнадцятий всесоюзний рекорд — 5,30. Лише 10 см і аж п'ять місць відділили його від олімпійського чемпіона Боба Сігрена (США).
Високо розцінювалися шанси чемпіона Європи в бігу на 3000 метрів з перешкодами киянина Віктор Кудинський. Але перед самим фінальним забігом спортсмен, який з 1965 не програв жодного змагання на своїй дистанції, пошкодив ногу. У фіналі він зійшов з доріжки.
Киянин Леонід Борковський посів 11-е місце в стрибку у довжину — 7,90. Львів'янка Лідія Цимаш-Ясинська була десятою у метанні списа — 53,40, а харків'янка Валентина Еверт — чотирнадцятою — 51,16. Харків'янин Олексій Хлопотнов з результатом 10,4 був лише четвертим у забігу на 100 метрів. Киянин Євген Аржанов у забігу завоював право продовжувати змагання з результатом 1.48,4, але лікарі не дозволили йому виступати далі.
Українські легкоатлети принесли до командного заліку збірної СРСР 16 очок  — більше, ніж у Гельсінкі, Мельбурні і Токіо, але менше, ніж у Римі.